# Кіт Ван Горн
Кіт Адам Ван Горн (англ. Keith Adam Van Horn, нар. 23 жовтня 1975, Фуллертон, Каліфорнія, США) — американський професіональний баскетболіст, що грав на позиції легкого форварда за низку команд НБА.

## Ігрова кар'єра
Починав грати в баскетбол у команді Даймонд-Барської старшої школи (Даймонд-Бар, Каліфорнія). На університетському рівні грав за команду Юта (1993–1997). У дебютному сезоні набирав 18,3 очка, що стало рекордом для першокурсника в історії Університету Юти. За час студентської кар'єри тричі поспіль ставав найкращим баскетболістом конференції WAC (1995–1997), включався до першої (1997) та другої збірної NCAA (1996), став найкращим бомбардиром в історії університету (2,542). 1998 року на спеціальних урочистостях його ігровий номер 44 був назавжди за ним закріплений.
1997 року був обраний у першому раунді драфту НБА під загальним 2-м номером командою «Філадельфія Севенті-Сіксерс», але одразу був обміняний до «Нью-Джерсі Нетс», кольори яких захищав протягом наступних 5 сезонів. За підсумками дебютного сезону його було включено до першої збірної новачків. Протягом сезону набирав 19,7 очка та 6,5 підбирання чим допоміг «Нетс» пробитися до плей-оф вперше за чотири роки. Там у першому раунді сильнішими виявились «Чикаго Буллз», які всуху виграли серію в «Нетс».
Найкращий рік у його кар'єрі припав на наступний сезон 1998-1999, коли він набирав 21,8 очка за гру та 8,5 підбирання за гру. 
2002 року допоміг «Нетс» виграти Східну конференцію, будучи другим у команді за результативністю та першим за підбираннями. Проте у фіналі НБА «Нью-Джерсі» нічого не змогли протиставити «Лос-Анджелес Лейкерс», які з легкістю стали чемпіонами.
2002 разом з Тоддом Маккаллоком перейшов до складу команди «Філадельфія Севенті-Сіксерс» в обмін на Дікембе Мутомбо. У Філадельфії пробув один рік, будучи другим в команді за результативністю та підбираннями. Допоміг команді дійти до другого раунду плей-оф.
2003 року перейшов до «Нью-Йорк Нікс», у складі якої провів половину сезону 2003-2004.
Наступною командою в кар'єрі гравця була «Мілвокі Бакс», до складу якої приєднався в лютому 2004 року та, за яку відіграв один рік.
Останньою ж командою в кар'єрі гравця стала «Даллас Маверікс», до складу якої він приєднався 24 лютого 2005 року. За команду з Далласа відіграв два сезони, виконуючи роль шостого номера. Допоміг дійти до фіналу НБА 2006 року, де «Даллас» програв «Маямі Гіт».
2006 року оголосив, що робить невелику перерву в кар'єрі, щоб присвятити більше часу свої сім'ї. 19 лютого 2008 року підписав трирічний контракт з Далласом з гарантованим одним роком, для того, щоб клуб мав змогу обміняти Джейсона Кідда на Девіна Гарріса. Як і очікувалось, Ван Горн не зіграв жодного матчу та був відрахований з команди 23 жовтня 2008 року, заробивши при цьому 4,3 млн. доларів заробітної платні.

## Статистика виступів в НБА

### Регулярний сезон
| Сезон             | Команда                       | GP  | GS  | MPG  | FG%  | 3P%  | FT%  | RPG | APG | SPG | BPG | PPG  |
| ----------------- | ----------------------------- | --- | --- | ---- | ---- | ---- | ---- | --- | --- | --- | --- | ---- |
| 1997–1998         | «Нью-Джерсі Нетс»             | 62  | 62  | 37.5 | .426 | .308 | .846 | 6.6 | 1.7 | 1.0 | .4  | 19.7 |
| 1998–1999         | «Нью-Джерсі Нетс»             | 42  | 42  | 37.5 | .428 | .302 | .859 | 8.5 | 1.5 | 1.0 | 1.3 | 21.8 |
| 1999–2000         | «Нью-Джерсі Нетс»             | 80  | 80  | 34.8 | .445 | .368 | .847 | 8.5 | 2.0 | .8  | .8  | 19.2 |
| 2000–2001         | «Нью-Джерсі Нетс»             | 49  | 47  | 35.4 | .435 | .382 | .806 | 7.1 | 1.7 | .8  | .4  | 17.0 |
| 2001–2002         | «Нью-Джерсі Нетс»             | 81  | 81  | 30.4 | .433 | .345 | .800 | 7.5 | 2.0 | .8  | .5  | 14.8 |
| 2002–2003         | «Філадельфія Севенті-Сіксерс» | 74  | 73  | 31.6 | .482 | .369 | .804 | 7.1 | 1.3 | .9  | .4  | 15.9 |
| 2003–2004         | «Нью-Йорк Нікс»               | 47  | 47  | 33.5 | .445 | .373 | .819 | 7.3 | 1.8 | 1.1 | .4  | 16.4 |
| 2003–04           | «Мілвокі Бакс»                | 25  | 15  | 30.6 | .472 | .458 | .945 | 6.3 | 1.5 | .6  | .6  | 15.7 |
| 2004–2005         | «Мілвокі Бакс»                | 33  | 13  | 24.8 | .449 | .385 | .862 | 5.0 | 1.2 | .6  | .3  | 10.4 |
| 2004–05           | «Даллас Маверікс»             | 29  | 3   | 23.6 | .462 | .375 | .783 | 4.4 | 1.2 | .5  | .3  | 12.2 |
| 2005–2006         | «Даллас Маверікс»             | 53  | 0   | 20.6 | .424 | .368 | .832 | 3.6 | .7  | .6  | .2  | 8.9  |
| Усього за кар'єру |                               | 575 | 463 | 31.6 | .443 | .361 | .835 | 6.8 | 1.6 | .8  | .5  | 16.0 |

### Плей-оф
| Сезон             | Команда                       | GP | GS | MPG  | FG%  | 3P%  | FT%   | RPG | APG | SPG | BPG | PPG  |
| ----------------- | ----------------------------- | -- | -- | ---- | ---- | ---- | ----- | --- | --- | --- | --- | ---- |
| 1998              | «Нью-Джерсі Нетс»             | 3  | 3  | 25.7 | .448 | .000 | .800  | 3.0 | .3  | .0  | .0  | 12.7 |
| 2002              | «Нью-Джерсі Нетс»             | 20 | 20 | 32.2 | .402 | .440 | .714  | 6.7 | 2.1 | 1.0 | .5  | 13.3 |
| 2003              | «Філадельфія Севенті-Сіксерс» | 12 | 12 | 33.5 | .382 | .438 | .900  | 7.5 | .8  | .8  | .2  | 10.4 |
| 2004              | «Мілвокі Бакс»                | 5  | 2  | 27.4 | .333 | .364 | .667  | 4.6 | 1.4 | 1.4 | .6  | 8.0  |
| 2005              | «Даллас Маверікс»             | 3  | 0  | 11.0 | .467 | .000 | .889  | 2.0 | .3  | .3  | .0  | 7.3  |
| 2006              | «Даллас Маверікс»             | 14 | 3  | 12.3 | .339 | .286 | 1.000 | 2.3 | .1  | .0  | .3  | 3.6  |
| Усього за кар'єру |                               | 57 | 40 | 25.7 | .388 | .391 | .795  | 5.1 | 1.1 | .6  | .3  | 9.5  |